# In God we trust
|  | Aquest article tracta sobre el lema nacional dels Estats Units. Vegeu-ne altres significats a «In God we trust (desambiguació)». |

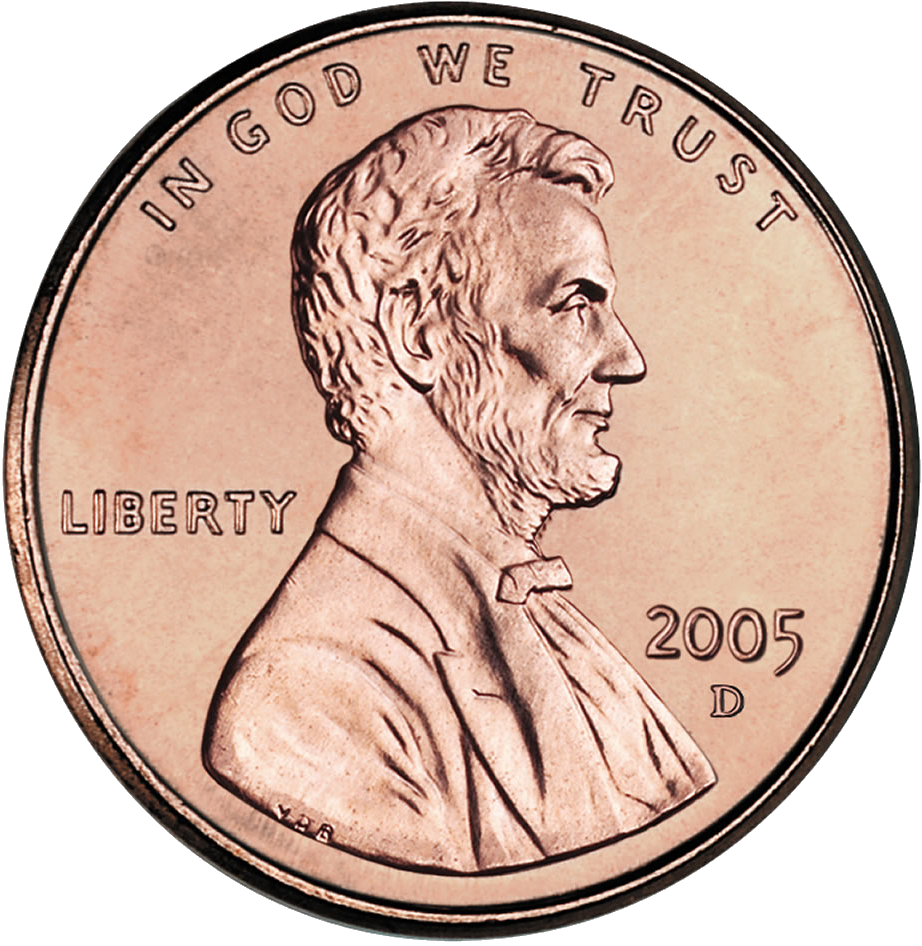
Moneda d'un centau amb el lema In God we trust

In God we trust (en anglès «En Déu confiem») és el lema nacional oficial dels Estats Units. Va ser escollit pel Congrés l'any 1956, i oficialment se situa a continuació d'E pluribus unum («De molts, un») d'acord amb el codi dels Estats Units, Títol 36, Secció 302. El president Eisenhower va signar la resolució d'aquesta llei el 30 de juliol de 1956. Els secularistes han expressat l'objecció al seu ús, i han intentat eliminar la referència religiosa de la moneda americana.
L'estrofa final de The Star-Spangled Banner, escrit el 1814 per Francis Scott Key (i després adoptat com a himne nacional del país) té una de les referències més primerenques d'una variació d'aquesta frase: ...And this will be our motto: "In God is our trust." («I aquest serà el nostre lema: "En Déu està la nostra confiança"»).
El lloc més comú on pot veure's el lema en la vida diària és en les monedes dels Estats Units. La primera moneda nord-americana que tenia el lema va ser la moneda de dos centaus de 1864, i va aparèixer per primera vegada en un bitllet en el revers dels emesos pel Banc Nacional de Florida. Fins al 1957 el lema no va ser adoptat permanentment per a ús en bitllets nord-americans.
In God we trust és el lema oficial de l'estat de Florida i apareix en la seva bandera. També es troba a la bandera de l'estat de Georgia, des que va ser adoptat el 2003. També és el lema oficial de Nicaragua.